# Uperoleia trachyderma
Az Uperoleia trachyderma a kétéltűek (Amphibia) osztályának békák (Anura) rendjébe, a Myobatrachidae családba, azon belül az Uperoleia nembe tartozó faj.

## Előfordulása
Ausztrália endemikus faja. Az északi sivatagos területek keleti részén, a Queensland állambeli Cloncurry-től az Északi területen fekvő Daly Watersig honos. Elterjedési területének mérete nagyjából 241 000 km².

## Taxonómiai helyzete
A fajt 2014-ben szétválasztották, és az elterjedési terület nyugati részén élő populációkat, beleértve az összes nyugat-ausztráliai populációt, egy új fajhoz, az Uperoleia stridera fajhoz sorolták.

## Megjelenése
Kis termetű békafaj, testhossza elérheti a 2,5 cm-t. Háta világosszürke, barna vagy narancsbarna, sötétebb foltokkal és sötétebb narancssárga pettyekkel. A szemek között V alakú jelölés, a hát középső és alsó részén pedig közel szimmetrikus jelek találhatók. A hasa fehér, szürke foltokkal. A hímek torka szürke. Pupillája csaknem kerek, a szivárványhártya ezüst- vagy aranyszínű. Az ágyék és a combok hátsó része élénkvörös. A karokon és a lábakon gyakran vízszintes sávok húzódnak. Ujjai között úszóhártya van, ujjai végén nincsenek korongok. A parotoid mirigyek a hát színével megegyező színűek.

## Életmódja
Nyáron és esetleg ősszel, az esős évszakban szaporodik. A petékről nincs feljegyzés. Az ebihalak mérete és fejlődési ideje nem ismert, de több példányt is megfigyeltek, amelyek tompa aranybarna színűek.

## Természetvédelmi helyzete
A vörös lista a nem fenyegetett fajok között tartja nyilván. Populációja stabil, nem fragmentált, több természetvédelmi területen is megtalálható.